# Radu Panait
Radu Panait (n. 9 aprilie 1985, Satu Mare, România) este unul dintre primii întreprinzători în domeniul online din Satu Mare. Actualmente este un politician român, fost candidat la primăria Satu Mare, fiind al doilea în lista de preferințe ale sătmărenilor și ulterior a fost ales deputat în 2020 din partea USR. 
Din 2021 este membru al biroului național al partidului USR.  
Vicepreședinte al comisiei de buget, finanțe și bănci din camera deputaților.     